# Alberite de San Juan
Alberite de San Juan è un comune spagnolo di 95 abitanti situato nella comunità autonoma dell'Aragona.